# Kongsberg
Kongsberg – norweskie miasto i gmina leżąca w regionie Buskerud.
Kongsberg jest 138. norweską gminą pod względem powierzchni. W miejscowości istniała skocznia narciarska Hannibalbakken.

## Demografia
Według danych z roku 2005 gminę zamieszkiwało 23 244 osób. Gęstość zaludnienia wynosiła 29,33 os./km². Pod względem zaludnienia Kongsberg zajmowała 38. miejsce wśród norweskich gmin.
| ludność stan na 1 stycznia 2005 |         |           |        |
|                                 | kobiety | mężczyźni | razem  |
| osób                            | 11 647  | 11 597    | 23 244 |
| %                               | 50,11%  | 49,89%    | 100%   |

| wykształcenie stan na 1 października 2004 |        |         |        |        |
|                                           | podst. | średnie | wyższe | niezn. |
| osób                                      | 2897   | 10 162  | 5220   | 481    |
| %                                         | 15,44% | 54,17%  | 27,83% | 2,56%  |

## Zabytki
- barokowy kościół

## Edukacja
Według danych z 1 października 2004:
- liczba szkół podstawowych (norw. grunnskolar): 14
- liczba uczniów szkół podst.: 2915

## Władze gminy
Według danych na rok 2011 administratorem gminy (norw. rådmann) jest Astrid Sommerstad, natomiast burmistrzem (norw. ordfører, d. norw. borgermester) jest Vidar Lande.